# Paul Verrees
Jozef Paul Verrees (1889-1942) est un artiste peintre, enseignant, affichiste et aquafortiste belge.

## Biographie
Né à Turnhout, Jozef Paul Verrees étudie le dessin d'architecture à l'Académie royale des beaux-arts d'Anvers (Nationaal Hoger Instituut voor Schone Kunsten Antwerpen, NHISKA) de 1906 à 1908 sous la direction de Julien De Vriendt (1842-1935) et Charles Mertens (1865-1919), ainsi que la gravure dans l'atelier de Piet Verhaert, puis dans celui de Frans Lauwers (1854-1931), qui lui apprend l'art de l'eau-forte, où Verrees va se montrer remarquablement doué. Verrees travaille aux côtés de Lauwers jusqu'en 1911. Il collabore au journal flamand Ons Volk Ontwaakt.
En mai 1914, il présente ses gravures au salon triennal de l'Exposition générale des beaux-arts au palais du Cinquantenaire de Bruxelles. Après le début de la Première Guerre mondiale, blessé durant les premiers combats, il est évacué en Ecosse où il croise la route de Frank Brangwyn. Verrees part alors aux États-Unis. Il se fait connaître comme aquafortiste en rejoignant la Brooklyn Society of Etchers en 1915, ainsi que la Chicago Society of Etchers. Il livre des illustrations à des périodiques américains comme The Century Magazine et The Garden Magazine. Dès avril 1917, recruté par la Division of Pictorial Publicity, il exécute des affiches de propagande visant l'Allemagne et servant à mobiliser l'effort de guerre américain (Join the Air Service and serve in France en 1917 ; What Are You Doing? Can Vegetables, Fruit and the Kaiser Too en 1918 pour le National War Garden Commission). Tous ses travaux sont signés « J. Paul Verrees ».
Après la guerre, il revient en Belgique et s'installe à Westmalle et devient professeur et directeur en 1929 de l'école d'art de Turnhout. 

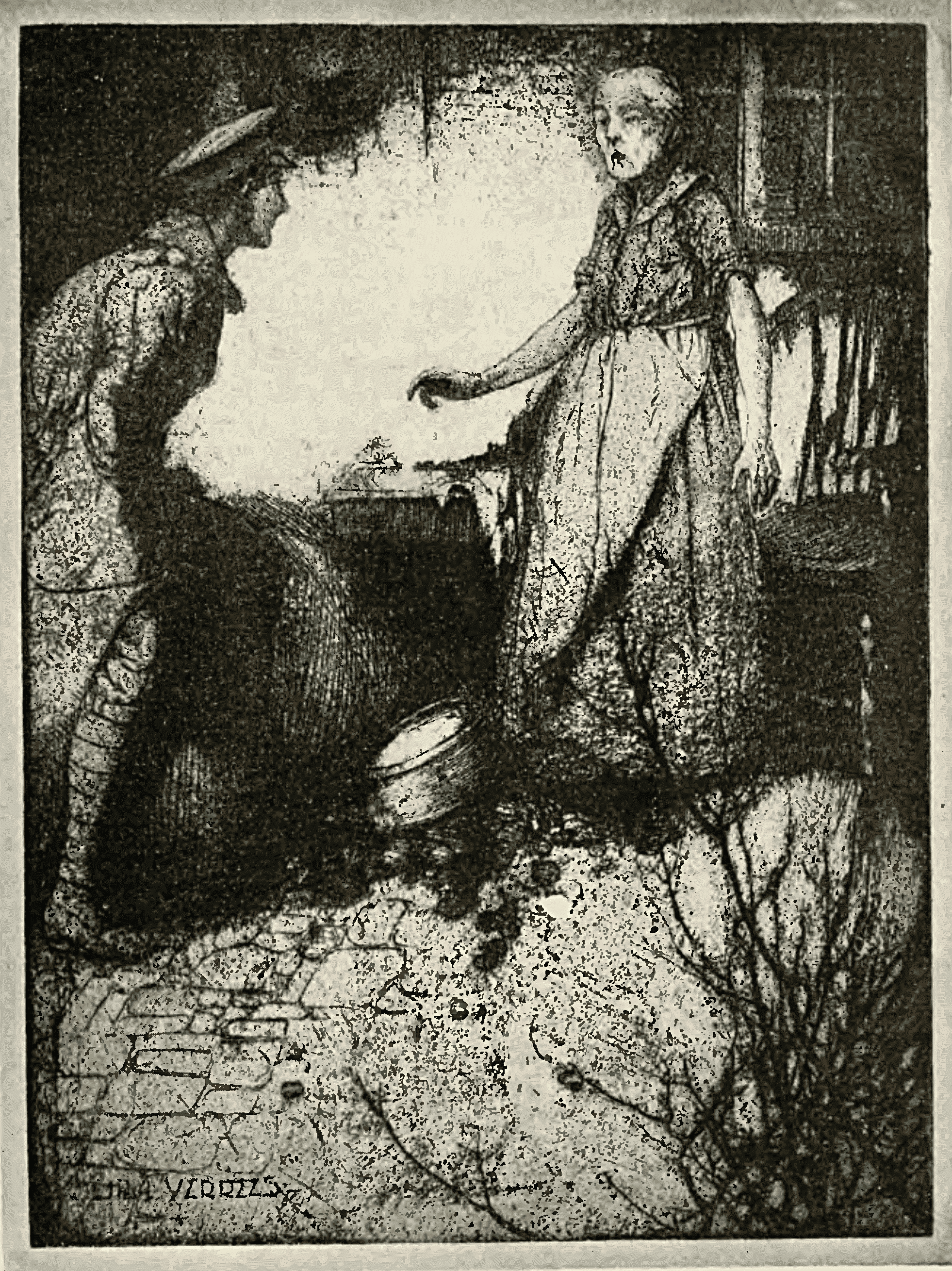
Them Others (série d'eaux-fortes, 1917)
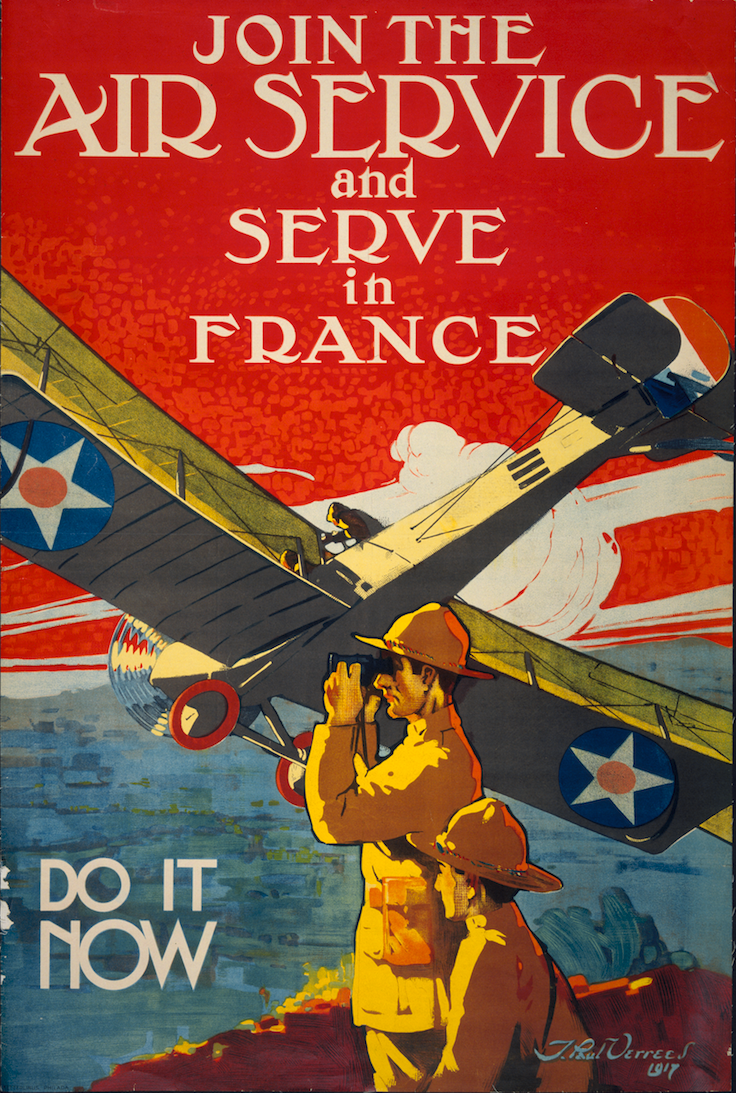
Join the air service and serve in France (affiche, 1917)
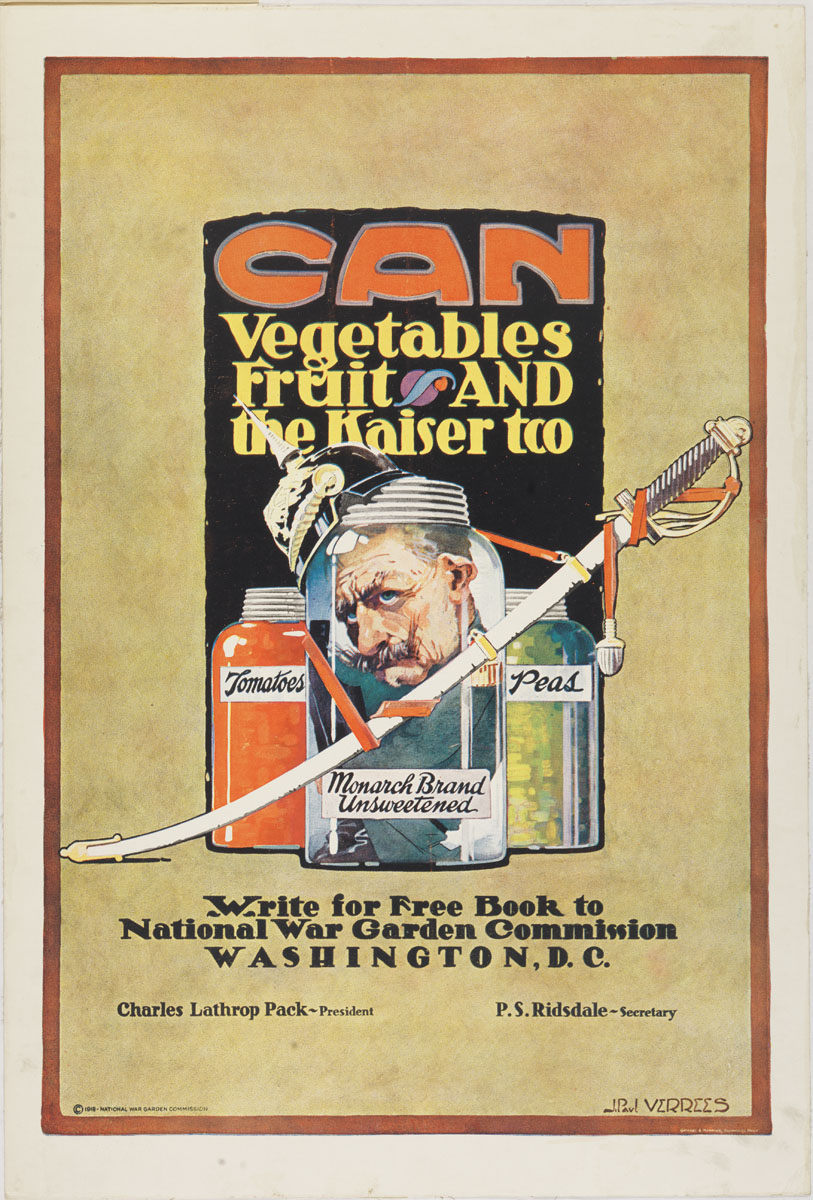
Can Vegetables, Fruit and the Kaiser Too (affiche, 1918)

## Conservation
- Musée royal des Beaux-Arts d'Anvers[5].
- Nashville, Vanderbilt University Fine Arts Gallery[6]
- Washington, National Gallery of Art[7]